# Östra Korsholmen
Östra Korsholmen är en ö i Finland. Den ligger i Finska viken och i kommunen Raseborg i den ekonomiska regionen  Raseborg i landskapet Nyland, i den södra delen av landet. Ön ligger omkring 90 kilometer väster om Helsingfors.
Öns area är 10,4 hektar och dess största längd är 0,6 kilometer i öst-västlig riktning.